# Magasinskoefficient
Magasinskoefficient är ett mått på den volym vatten en akvifär kan avge vid trycksänkning. Måttet representerar den volymandel av vattnet en kolumn i en akvifär med en yta på en 1 kvadratmeter och en mäktighet likadan som akvifärens vattenmättade mäktighet avger vid en trycksänkning på en meter. I slutna akvifärer kommer det avgivna vattnet vid en trycksänkning från vattnets, vätskors och bergets kompressibilitet och därmed är magasinskoefficienten vanligtvis väldig liten (10-4-10-5). I slutna akvifärer kan magasinskoefficienten ibland anses vara försumbar.
Vid vattenuttag från en akvifär kan magasinskoefficienten beräknas från kvoten mellan förändringen av innehållet vatten i meter och förändringen av tryckytan i meter. För öppna akvifärer är tryckytan det samma som grundvattenytan. 
Kvoten mellan magasinskoefficienten och den vattenmättade mäktigheten kallas specifik magasinskoefficient. Denna enhet definieras som mängden vatten (och inte mängdandel) som en yta på en 1 kvadratmeter och en mäktighet likadan som akvifärens vattenmättade mäktighet avger vid en trycksänkning på en meter. Specifika magasinskoefficienten har enheterna m-1.